# چرخش بشکه‌ای
بَرل رول (به انگلیسی: Barrel roll) یا غلت‌زدن بشکه‌ای یا چلیک‌چرخ، یک مانور هوایی است که در آن هواپیما یک چرخش کامل بر روی محورهای طولی و جانبی خود انجام می‌دهد و باعث می شود که مسیری مارپیچ را طی کند و تقریباً جهت اصلی خود را حفظ کند. این مانور گاهی اوقات به عنوان "ترکیبی از یک حلقه و یک رول" توصیف می شود.  در این حرکت نیروی گرانش روی جسم مثبت (اما غیرثابت) و بین ۲ تا ۳g و کمتر از ۰.۵g نگه داشته می‌شود. 
بَرل رول معمولا با aileron roll اشتباه گرفته می شود.

## هوانوردی

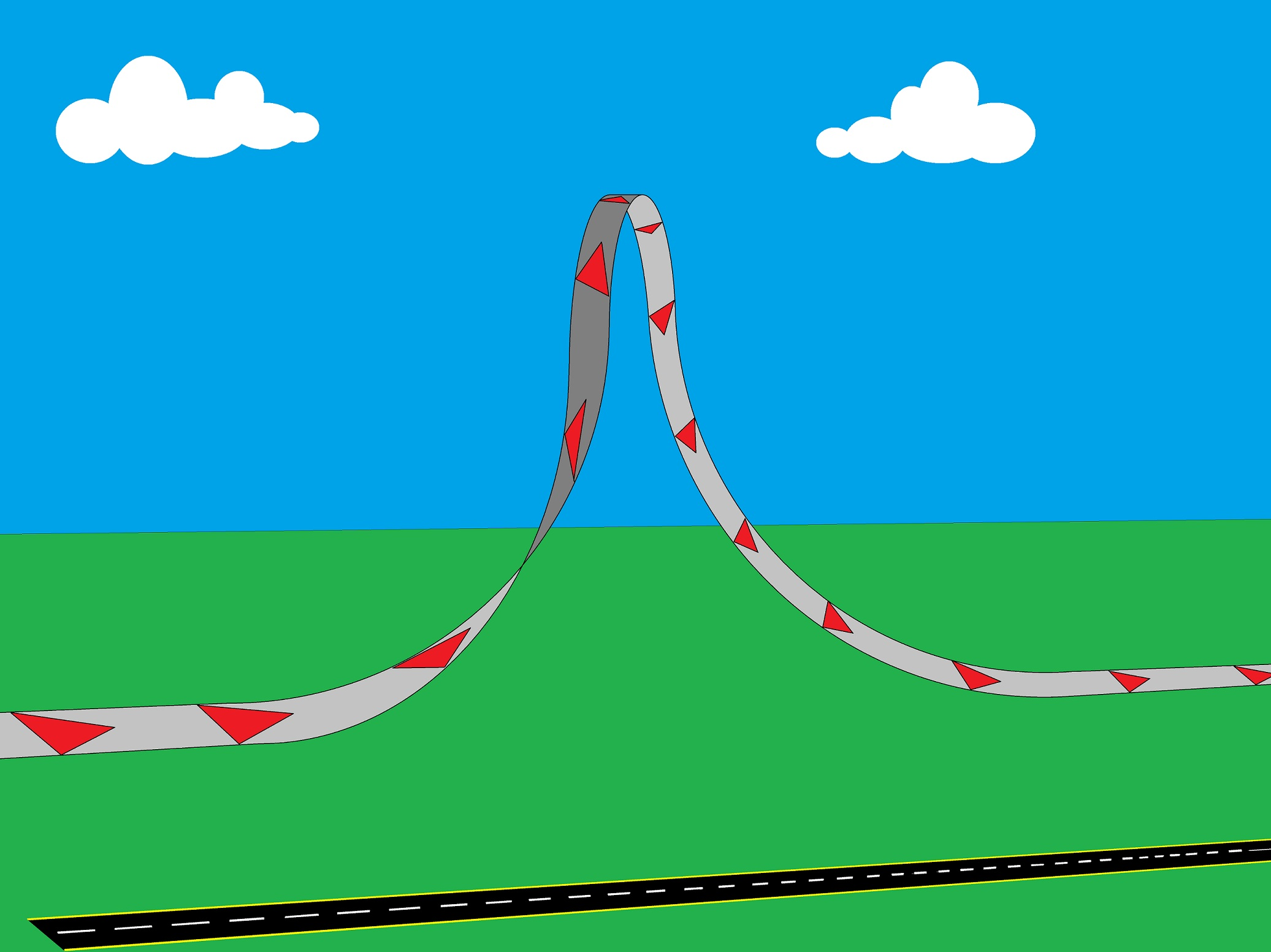
نمودار یک بِرل رول

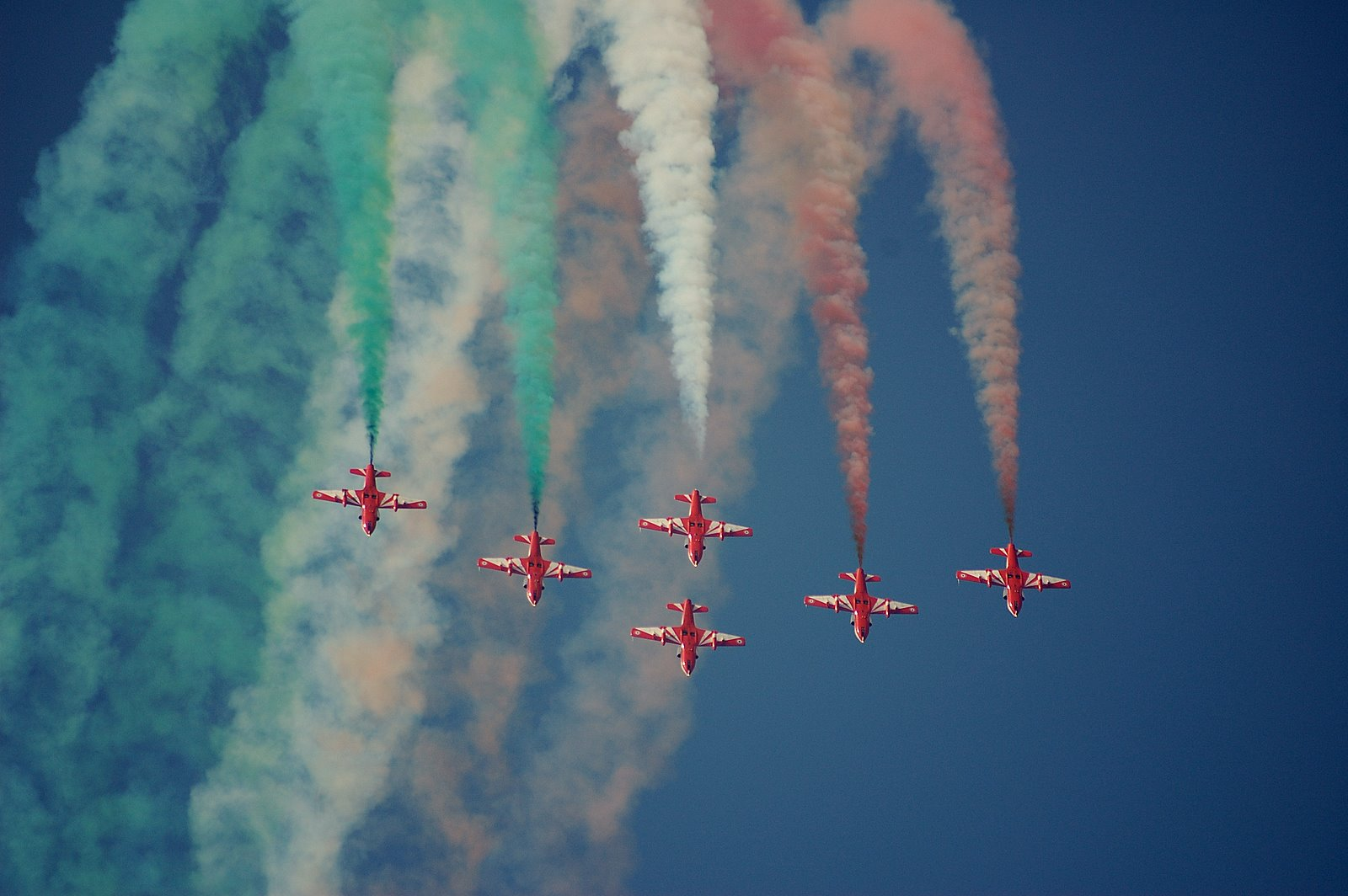
اجرای بَرل رول توسط سوریا کیران نیروی هوایی هند در طول یک نمایش هوایی

در هوانوردی، چرخش بشکه‌ای، یک مانور آکروباتیک است که در آن هواپیما یک چرخش مارپیچ در اطراف حرکت نسبی رو به جلو خود انجام می‌دهد و دماغه در امتداد مسیر پرواز اصلی قرار می‌گیرد. این حرکت با انجام ترکیبی از حرکت چرخشی و حرکت حلقه‌ای انجام می‌شود.
اصطلاح «چرخش بشکه‌ای» اغلب به اشتباه، برای اشاره به هر غلتشی توسط یک هواپیما استفاده می‌شود (نگاه کنید به چرخش شهپر، رول آهسته یا چرخش ضربه‌ای).

## همچنین ببینید
- چرخش شهپر